# Tim Commerford
Timothy Robert Commerford (Torrance, 26 febbraio 1968) è un bassista statunitense, membro dei Rage Against the Machine, Prophets of Rage ed ex membro degli Audioslave.
Nei crediti degli album utilizza anche pseudonimi come "Simmering Tim", "Timmy C", "YtimK", "tim.com" e "Tim Bob".

## Biografia
Figlio di un ingegnere aerospaziale, collaboratore del Programma Space Shuttle, e di una professoressa di matematica, è il più piccolo di cinque figli. Successivamente i genitori divorziano e, mentre il padre si risposa, la madre si trasferisce a vivere da una delle figlie a Sacramento, fino alla morte a causa di un cancro al cervello nel 1988.
Durante la frequentazione delle scuole elementari avviene l'incontro con Zack de la Rocha, che gli insegna a suonare il basso. Successivamente, l'incontro col chitarrista Tom Morello e il batterista Brad Wilk porterà alla formazione dei Rage Against the Machine.
In occasione degli MTV Video Music Awards del 2000, durante il discorso di ringraziamento del cantante dei Limp Bizkit Fred Durst, Commerford irruppe sul palco e si piazzò sulle impalcature, minacciando di lanciarsi nel vuoto. Questo gesto costò a lui e alla sua guardia del corpo una notte in cella.

## Stile e strumentazione
Nei Rage Against the Machine, insieme a Wilk, forma una base ritmica dallo stile particolarmente sobrio, potente e diretto. Utilizza esclusivamente bassi a quattro corde. Per la registrazione del primo album ha utilizzato un basso Music Man, e negli album successivi dei Fender Jazz Bass modificati con manici di Fender Precision Bass, pick-up avvolti a mano, ponti Badass. Dal 2008 usa bassi Lakland. Come Morello, utilizza un wah wah per basso ed effetti come l'octaver e il delay.

## Vita privata
È sposato dal 2001 con Aleece Dimas, da cui ha avuto un figlio, Xavier, che appare nel video degli Audioslave di Like a Stone del 2003. Ha numerosi tatuaggi, che ricoprono il 65% del suo corpo. È un fan del jazz, ed è appassionato di mountain bike e di free climbing.

## Discografia

### Rage Against the Machine
- 1992 - Rage Against the Machine
- 1996 - Evil Empire
- 1998 - Live & Rare
- 1999 - The Battle of Los Angeles
- 2000 - Renegades
- 2003 - Live at the Grand Olympic Auditorium

### Audioslave
- 2002 - Audioslave
- 2005 - Out of Exile
- 2006 - Revelations

### Altri
- 2013 - Artisti Vari - Sound City: Real to Reel (basso nel brano Time Slowing Down)
- 2015 - Futur User - #SteroidsOrHeroin (basso e voce)
- 2016 - Prophets of Rage - The Party's Over EP (basso)
- 2016 - Wakrat - Wakrat (basso e voce)
- 2017 - Prophets of Rage - Prophets of Rage (basso)